# Gert Heidler
Gert Heidler (n. 30 ianuarie 1948, Doberschau-Gaußig, Saxonia, Germania) este un fotbalist german, medaliat olimpic. A participat la o ediție a Jocurilor Olimpice (1976) în care a câștigat o medalie de aur.

## Participări
Lista de mai jos prezintă principalele competiții la care a participat Gert Heidler de-a lungul carierei.
- fotbal la Jocurile Olimpice de vară din 1976[*]